# Lissoglossa bequaerti
Lissoglossa bequaerti là một loài ruồi trong họ Tachinidae.